# Pendule simple à résonance paramétrique

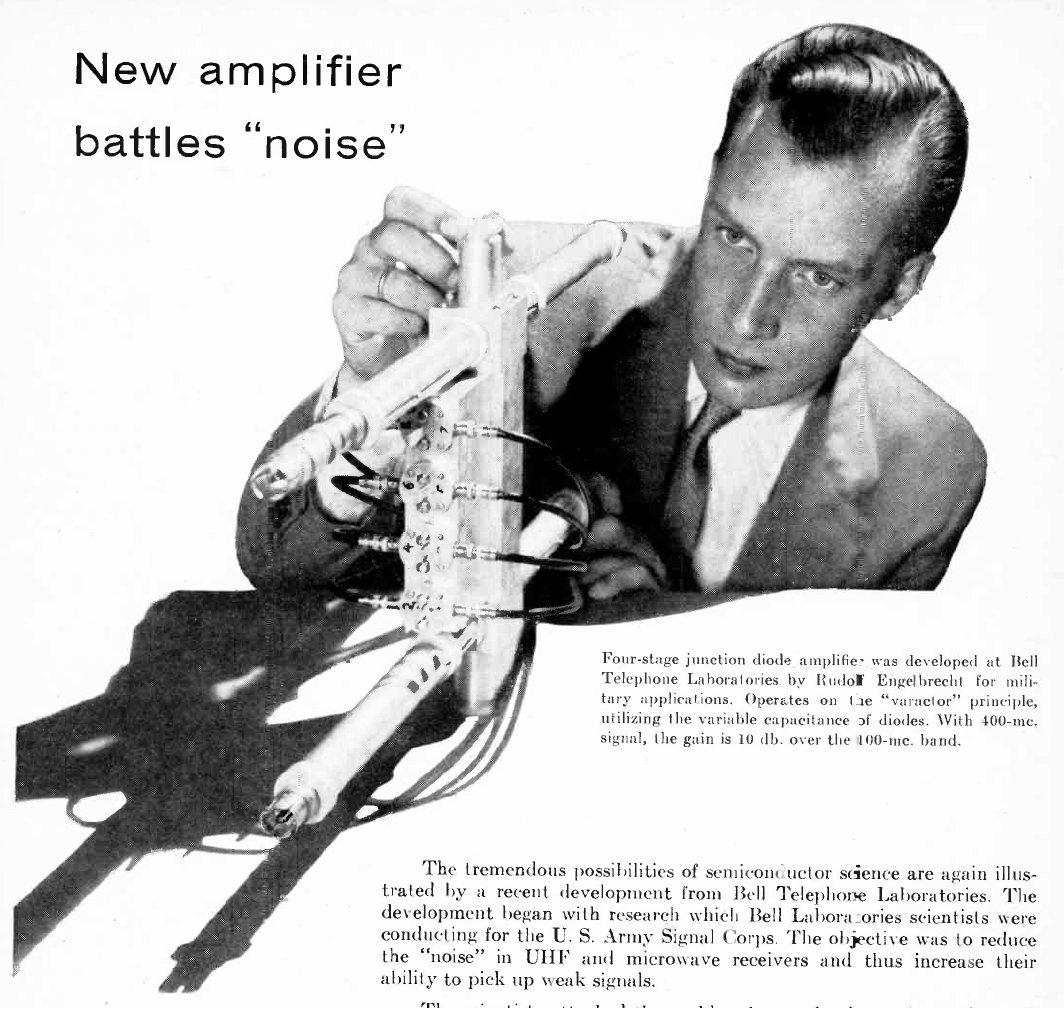
Amplificateur paramétrique varactor 1958.

En mécanique, un pendule simple à résonance paramétrique est un oscillateur où la force de rappel varie périodiquement.
Cette situation dite de Hill (théorie de la Lune), de Mathieu (balancelle) ou de Bloch (électron dans un métal) est fréquemment utilisée en optique, comme convertisseur de fréquences.